# 의릉 (원평왕후)
의릉(宜陵)은 고려 제8대 현종의 제4비인 원평왕후 김씨의 능이다. 현재 능의 위치는 알 수 없다.